# NGC 51
NGC 51 é uma galáxia lenticular (S0) localizada na direcção da constelação de Andromeda. Possui uma declinação de +48° 15' 22" e uma ascensão recta de 0 horas, 14 minutos e 34,8 segundos.
A galáxia NGC 51 foi descoberta em 7 de Setembro de 1885 por Lewis A. Swift.